# وادي ماسرة
وادي ماسرة هو وادي في سراة بلقرن تتجمع فيه أودية السراة الجنوبية من قرى آل سلمة جنوباً حتى قرى حجاب شمالاً متجهاً شرقاً حتى يصب في وادي الضيق في بلاد بلحارث والذي يصب في وادي أرنما من صدور وادي ترج وأخيراً إلى وادي بيشة، وبه مورد ماء سلوة.